# Agave missionum
Agave missionum ist eine Pflanzenart aus der Gattung der Agaven (Agave).

## Beschreibung

### Vegetative Merkmale
Agave missionum wächst mit einzelnen Rosetten. Ihre dunkelgrünen oder sehr leicht gräulichen, ziemlich glänzenden, breit lanzettlichen Laubblätter sind konkav und allmählich zugespitzt. Die Blattspreite ist 250 bis 275 Zentimeter lang und 20 Zentimeter breit. Der Blattrand ist fast gerade. An ihm befinden sich 3 bis 5 Millimeter lange, braune bis fast schwarze Randzähne, die in der Regel 10 bis 15 Millimeter voneinander entfernt stehen. Die geraden, leicht gebogenen oder in die eine oder andere Richtung gebogenen Randzähne sind auffällig dreieckig. Kleine Randzähne entspringen häufig zusammenfließenden, linsenförmigen Basen. Der braune oder im Alter graue, etwas glänzende, glatte Enddorn ist etwas dreikantig-pfriemlich, gerade oder wenig aufgebogen. Er ist bis etwa zur Mitte rund gefurcht oder besitzt manchmal einwärts gebogene Ränder. Der Enddorn ist 15 bis 25 Millimeter lang und herablaufend.

### Blütenstände und Blüten
Der längliche, „rispige“ Blütenstand erreicht eine Länge von 5 bis 7 Meter. Die Teilblütenstände befinden sich auf etwas ansteigenden Ästen in den oberen zwei Dritteln des Blütenstandes. Die Blüten sind 55 Millimeter lang. Ihre Perigonblätter sind gelb. Die Zipfel sind 15 bis 20 Millimeter lang. Die Blütenröhre weist eine Länge von etwa 7 Millimeter auf. Der länglich spindelförmige Fruchtknoten ist 30 Millimeter lang.

### Früchte
Die breit länglichen bis etwas kreiselförmigen Früchte sind 3 bis 4 Zentimeter lang und 2 bis 2,5 Zentimeter breit. Sie sind gestielt und geschnäbelt.

## Systematik und Verbreitung
Agave missionum ist auf Puerto Rico, auf den Jungferninseln und auf Saint Thomas verbreitet.
Die Erstbeschreibung durch William Trelease wurde 1913 veröffentlicht.

## Nachweise